# Lyonsiella subquadrata
Lyonsiella subquadrata är en musselart som först beskrevs av John Gwyn Jeffreys 1881.  Lyonsiella subquadrata ingår i släktet Lyonsiella och familjen Verticordiidae. Inga underarter finns listade i Catalogue of Life.